# Forma cuadrática binaria
En matemáticas, una forma cuadrática binaria es un polinomio homogéneo, o polinomio de varias variables, cuyos términos son del mismo grado.
Como ejemplos
f(x,y,z) = 3x+13y -23z. de primer grado en tres variables.
g(s,t,u) = 2s2- 0.5 st + 12t2+0.75 su -8u2, forma cuadrática en tres variables.